# Золота медаль газети «Свенска даґбладет»
Золота́ меда́ль газе́ти «Све́нска даґбла́дет», або ж, розмовно, «зо́лото за по́двиг» (швед. Svenska Dagbladets guldmedalj / bragdguldet) — це шведська найпрестижніша спортивна нагорода, яку з 1925 року газета «Svenska Dagbladet» щорічно присуджує за «найвидатніший подвиг у шведському спорті за минулий рік». Нагороду «Брагдгулд» вручають у листопаді — грудні команді або індивідуальному спортсменові. Індивідуальний спортсмен може стати лауреатом не більш ніж двічі.
Таких лауреатів є троє: Інґемар Стенмарк (1975, 1978), Б'єрн Борг (1974, 1978) і Аня Персон (2006, 2007).

## Історія
Першу медаль за спортивні подвиги вручено в 1925-му. У перші роки переможців визначали через голосування читачів, а згодом це стало робити спеціальне журі, до складу якого входили головний редактор газети Svenska Dagbladets, керівник її спортивного відділу і ще дванадцять членів.
Коли у 2012 році в газеті розформовано спортивний відділ газети, були побоювання про долю золотої медалі. Однак у жовтні того року Ула Білльгер, що відповідав за спортивну рубрику, гарантував, що цю нагороду не скасують.

## Нагороджені золотою медаллю

### 1920-ті

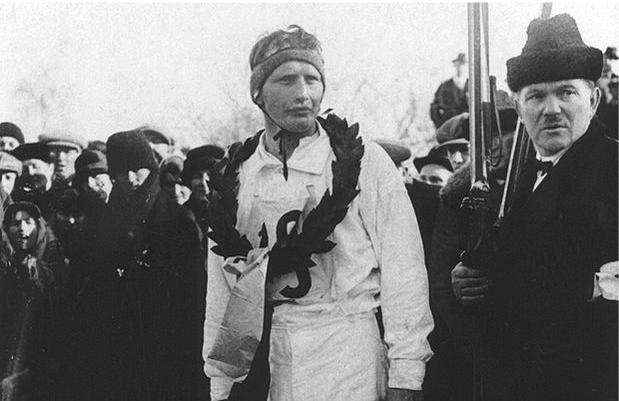
Олімпіада 1928 року. Пера Еріка Гедлунда нагороджують золотою медаллю після його перемоги в 50-кілометровому бігу на лижах.

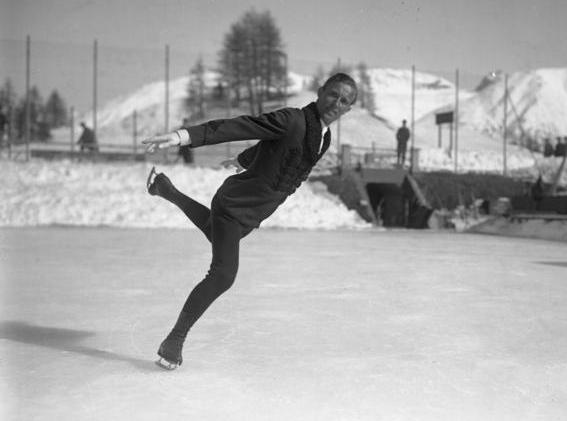
Фігурист Гілліс Ґрафстрем здобув золоту медаль від газети у 1929 році.

- 1925 — Стен Петтерсон, легка атлетика
- 1926 — Арне Борг, плавання і Едвін Віде, легка атлетика
- 1927 — Свен Сален, вітрильний спорт
- 1928 — Пер-Ерік Гедлунд, лижі
- 1929 — Гілліс Ґрафстрем, фігурне ковзанярство і Свен Уттерстрем, лижі

### 1930-ті
- 1930 — Юган Ріхтгофф, боротьба
- 1931 — Свен Рюделль, футбол («за вирішальний внесок у грі з збірною Данії на стокгольмському стадіоні»[7])
- 1932 — Івар Юганссон, боротьба
- 1933 — Свен "Слевен" Севенберг, хокей з м'ячем
- 1934 — Гаральд Андерссон, легка атлетика
- 1935 — Ганс Дракенберг, фехтування
- 1936 — Ерік "Кіруна-Лассе" Ларссон, лижі
- 1937 — Торстен Улльман, стрільба
- 1938 — Б'єрн Борг, плавання
- 1939 — Свен Селонґер, стрибки на лижах із трампліна

### 1940-ті

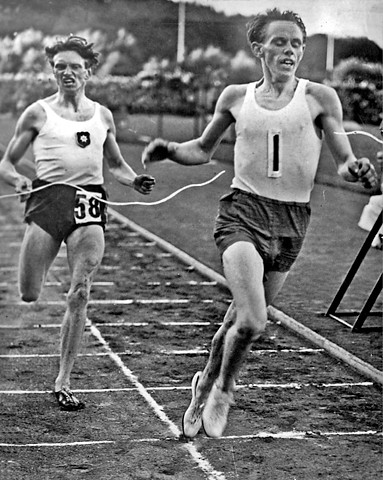
Медалі від газети за 1942 і 1943 роки здобули відповідно Ґундер Геґґ (праворуч) і Арне Андерссон (ліворуч).

- 1940 — Генрі Челарне, легка атлетика і Гокан Лідман, легка атлетика
- 1941 — Альфред Дальквіст, лижі
- 1942 — Ґундер Геґґ, легка атлетика
- 1943 — Арне Андерссон, легка атлетика
- 1944 — Нільс "Мура-Ніссе" Карлссон, лижі
- 1945 — Клаес Еґнелль, сучасне п'ятиборство
- 1946 — Арвід Андерссон, важка атлетика
- 1947 — Єста Френфорс, боротьба
- 1948 — Вільям Ґрут, сучасне п'ятиборство
- 1949 — Герт Фредрікссон, каное

### 1950-ті

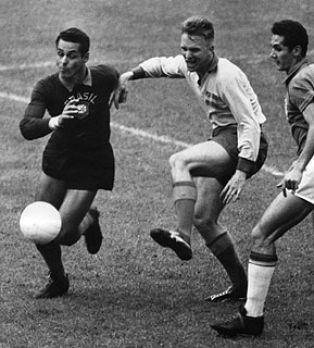
1959 року медаль від газети дісталася Аґне Сімонссону.

- 1950 — Леннарт Бергелін, теніс
- 1951 — Руне Ларссон, легка атлетика
- 1952 — Вальтер Нюстрем, легка атлетика
- 1953 — Бертіль Антонссон, боротьба
- 1954 — Бенґт Нільссон, легка атлетика
- 1955 — Сіґґе Ерікссон, ковзанярство
- 1956 — Ларс Галль, сучасне п'ятиборство і Сікстен Єрнберг, лижі
- 1957 — Дан Верн, легка атлетика
- 1958 — Ріхард Даль, легка атлетика
- 1959 — Аґне Сімонссон, футбол

### 1960-ті

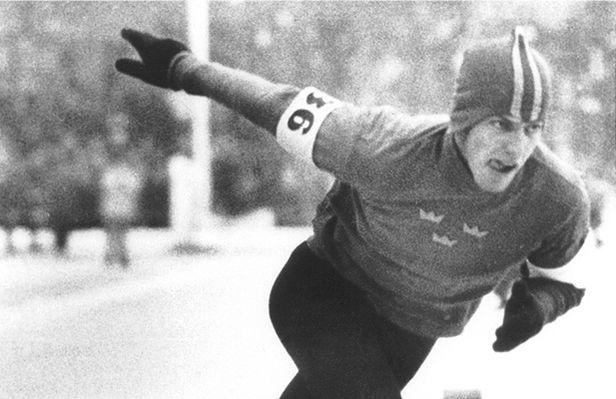
Ковзаняра Юнні Нільссона редакція нагородила після його трьох перемог на чемпіонаті світу 1963-го — на дистанціях 5000 м, 10000 м і в загальному заліку.

- 1960 — Яне Седерквіст, плавання
- 1961 — Уве Фундін, спідвей і Стен Лундін, мотокрос
- 1962 — Ассар Реннлунд, лижі
- 1963 — Юнні Нільссон, ковзанярство
- 1964 — Рольф Петерсон, каное
- 1965 — Челль Юганссон, настільний теніс
- 1966 — Курт Юганссон, стрільба
- 1967 — Брати Фоґлуми (Ерік Fåglum, Єста Петтерссон, Стуре Фоґлум och Томас Фоґлум), велоспорт
- 1968 — Тойні Ґустафссон-Реннлунд, лижі
- 1969 — Уве Кіндвалль, футбол

### 1970-ті

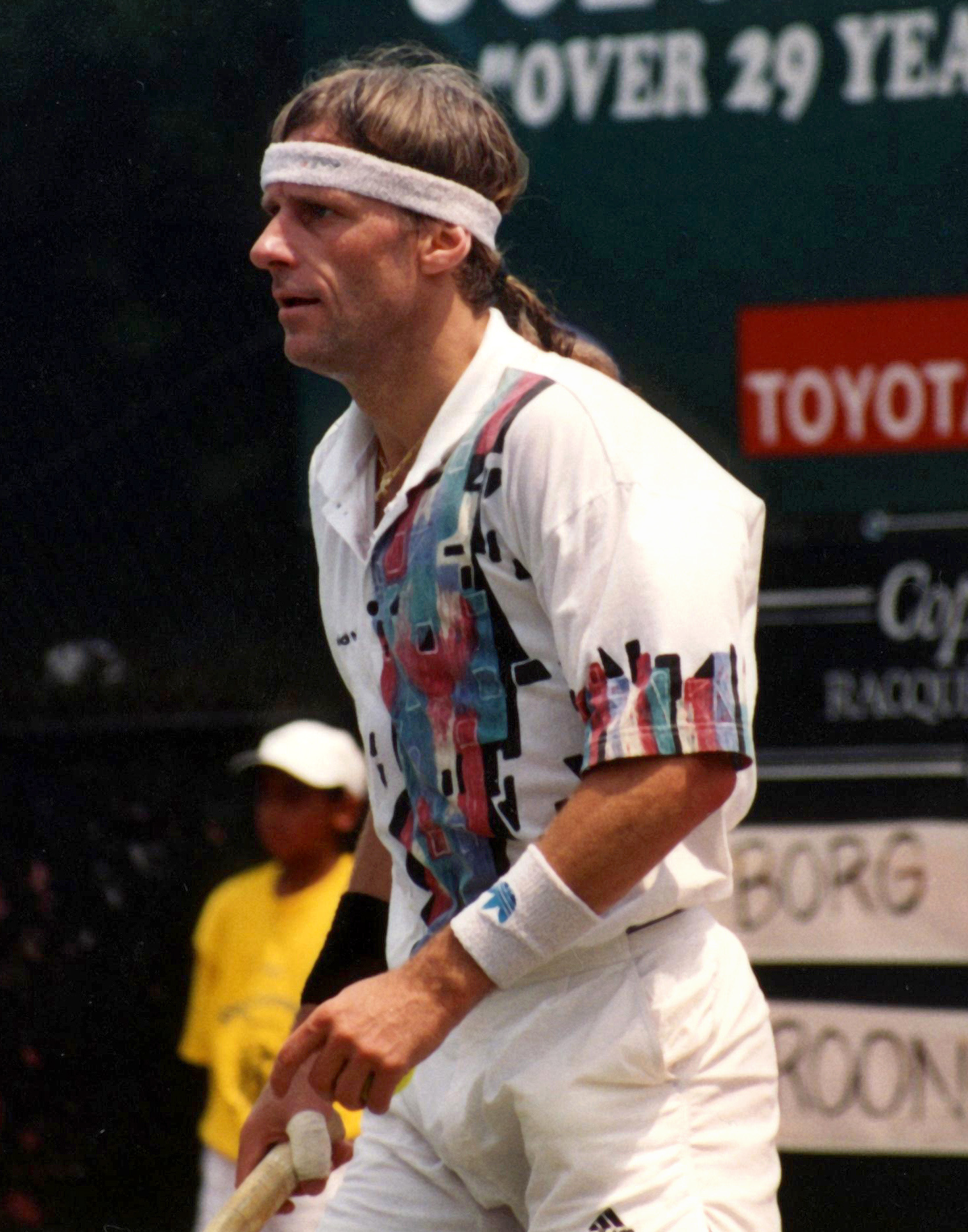
За свою кар'єру Б'єрн Борг двічі дістав медаль газети «Свенска даґблат».

- 1970 — Ґуннар Ларссон, плавання
- 1971 — Стеллан Бенґтссон, настільний теніс
- 1972 — Ульріка Кнапе, стрибки у воду
- 1973 — Рольф Едлінґ, фехтування
- 1974 — Б'єрн Борг, теніс
- 1975 — Інґемар Стенмарк, гірськолижний спорт
- 1976 — Андерс Єрдеруд, легка атлетика і Бернт Юганссон, велоспорт
- 1977 — Франк Андерссон, боротьба
- 1978 — Б'єрн Борг, теніс і Інґемар Стенмарк, гірськолижний спорт
- 1979 — Мальме ФФ, футбол

### 1980-ті
- 1980 — Томас Вассберг, лижі (відмовився від медалі)
- 1981 — Анніхен Крінґстад, спортивне орієнтування
- 1982 — Матс Віландер, теніс
- 1983 — Гокан Карлквіст, мотокрос
- 1984 — Ґунде Сван, лижі
- 1985 — Патрік Шеберг, легка атлетика
- 1986 — Томас Юганссон, боротьба
- 1987 — Збірна Швеції з хокею та Марія-Гелена Вестін, лижі
- 1988 — Томас Ґустафсон, ковзанярство
- 1989 — Збірна Швеції з настільного тенісу (Ян-Уве Вальднер, Мікаель Аппельґрен, Єрґен Перссон, Ерік Лінд, Петер Карлссон)

### 1990-ті

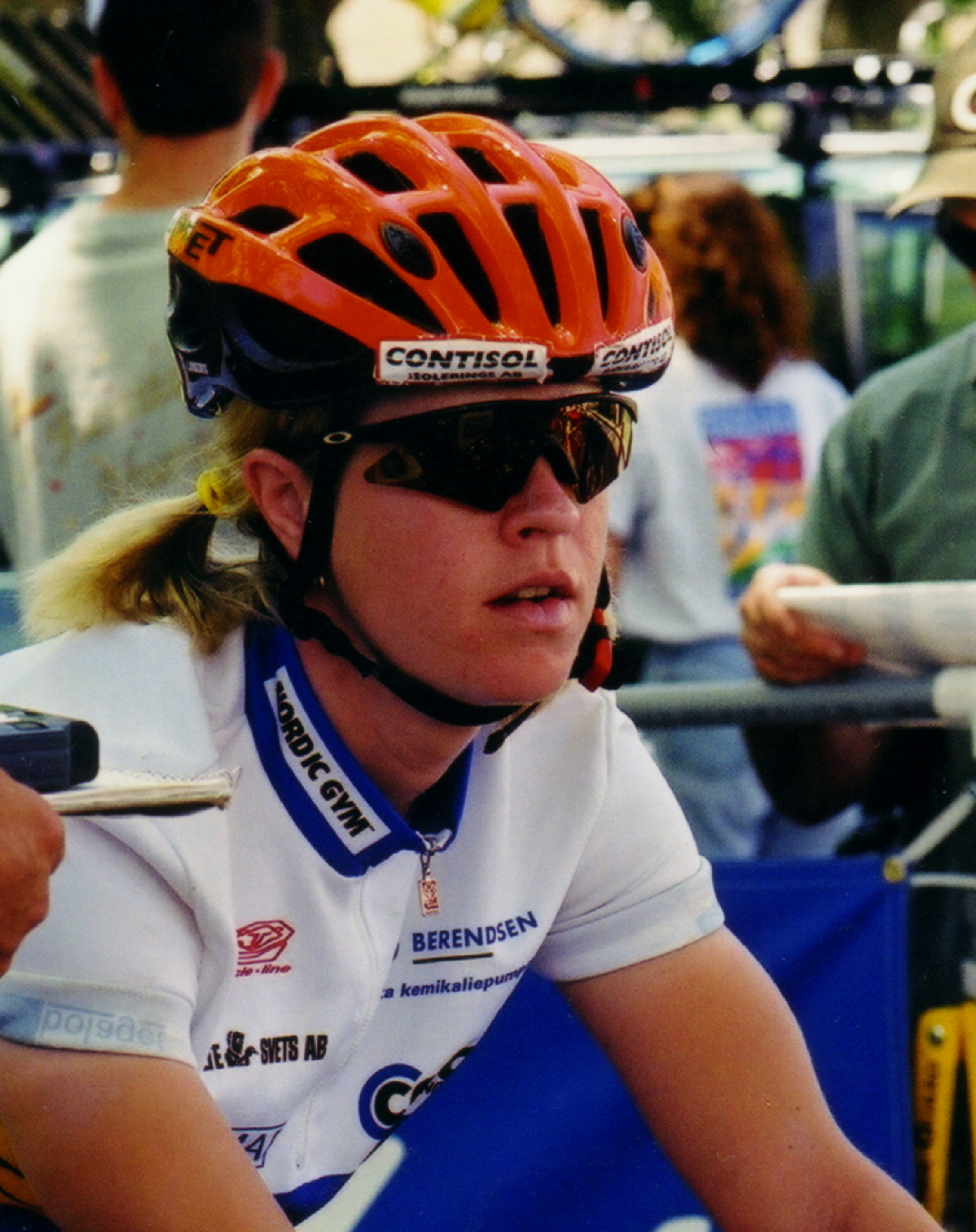
Золоту медаль газети «Свенска даґбладет» Сузанна Юнскоґ одержала у 2002 році.

- 1990 — Стефан Едберг, теніс
- 1991 — Пернілла Віберг, гірськолижний спорт
- 1992 — Ян-Уве Вальднер, настільний теніс
- 1993 — Торґню Муґрен, лижі
- 1994 — Збірна Швеції з футболу
- 1995 — Анніка Серенстам, гольф
- 1996 — Аґнета Андерссон і Сузанна Ґуннарссон, каное
- 1997 — Людмила Енквіст, легка атлетика
- 1998 — Збірна Швеції з гандболу
- 1999 — Тоні Рікардссон, спідвей

### 2000-ті

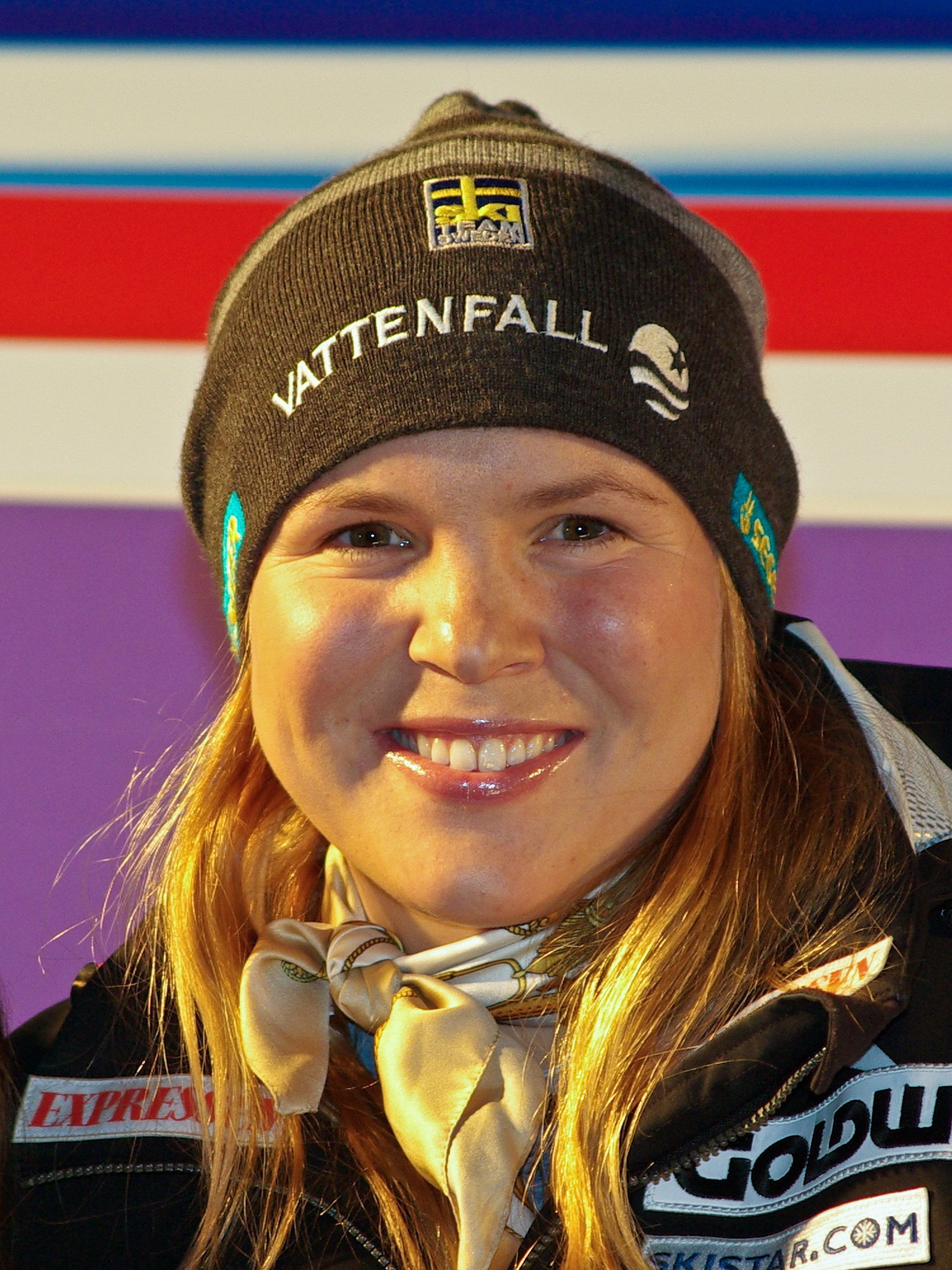
Аня Персон вперше за всю історію здобула золоту медаль від газети двічі поспіль у 2006 і 2007 роках.

- 2000 — Ларс Фреландер, плавання
- 2001 — Пер Елофссон, лижі
- 2002 — Сузанна Юнскоґ, велоспорт
- 2003 — Кароліна Клюфт, легка атлетика
- 2004 — Стефан Гольм, легка атлетика
- 2005 — Кайса Бергквіст, легка атлетика
- 2006 — Аня Персон, гірськолижний спорт
- 2007 — Аня Персон, гірськолижний спорт
- 2008 — Юнас Якобссон, спортивна стрільба
- 2009 — Гелена Юнссон, біатлон

### 2010-ті
- 2010 — Чоловіча збірна Швеції в лижній естафеті, лижі (Маркус Гелльнер, Юган Ульссон, Данієль Ріхардссон, Андерс Седерґрен)
- 2011 — Тереза Альсгаммар, плавання[8]
- 2012 — Ліза Нурден, тріатлон
- 2013 — Юган Ульссон, лижі
- 2014 — Жіноча збірна Швеції в лижній естафеті, 4 × 5 км (Іда Інгемарсдоттер, Емма Вікен, Анна Хог, Шарлотте Калла)[9]
- 2015 —  Сара Шестрем, плавання
- 2016 —  Генрік Стенсон, гольф
- 2017 —  Сара Шестрем, плавання
- 2018 — Ганна Еберг, біатлон

## Лінки
- Медалі за 1925–2009 роки на Svd.se [Архівовано 6 червня 2011 у Wayback Machine.]
- Медалі від 1925 року і далі — на Sverigesradio.se [Архівовано 2 квітня 2015 у Wayback Machine.]